# アイリーン・アルダナ
アイリーン・アルダナ（Irene Aldana、1988年3月26日 - ）は、メキシコの女性総合格闘家。シナロア州クリアカン出身。ロボ・ジム所属。UFC世界女子バンタム級ランキング6位。

## 来歴
大学在学中に総合格闘技に興味を持ち、地元のロボ・ジムで総合格闘技のトレーニングを始める。
2012年、プロ総合格闘技デビュー。ローカル団体で4戦3勝の戦績を残す。

### Invicta
2014年9月9日、Invicta FC初参戦となったInvicta FC 8でペギー・モーガンと対戦し、リアネイキドチョークで1R一本勝ち。パフォーマンス・オブ・ザ・ナイトを受賞した。
2015年2月27日、Invicta FC 11でコリーン・シュナイダーと対戦し、リアネイキドチョークで1R一本勝ち。2試合連続のパフォーマンス・オブ・ザ・ナイトを受賞した。
2015年7月9日、Invicta FC 13のInvicta世界バンタム級王座決定戦でトーニャ・エヴァンジャーと対戦し、パウンドで4RTKO負け。王座獲得に失敗した。
2016年9月23日、Invicta FC 19でフェイス・ヴァン・ドゥインと対戦し、パウンドで1RTKO勝ち。パフォーマンス・オブ・ザ・ナイトを受賞した。

### UFC
2016年12月17日、UFC初参戦となったUFC on FOX 22でレスリー・スミスと対戦し、0-3の判定負け。敗れはしたものの、ファイト・オブ・ザ・ナイトを受賞した。
2018年9月8日、UFC 228で女子バンタム級ランキング13位のルーシー・プディロヴァと対戦し、2-1の判定勝ち。ファイト・オブ・ザ・ナイトを受賞した。
2019年5月11日、UFC 237で女子バンタム級ランキング13位のベチ・コヘイアと対戦し、腕ひしぎ十字固めで3R一本勝ち。なお、この試合はコヘイアが5ポンドの体重超過をしたため、ファイトマネーの30%をアルダナに譲渡して行われた。
2019年7月20日、UFC on ESPN: dos Anjos vs. Edwardsで女子バンタム級ランキング6位のラケル・ペニントンと対戦し、1-2の判定負け。
2019年12月14日、UFC 245で女子バンタム級ランキング2位のケトレン・ヴィエラと対戦し、左フックでダウンを奪いパウンドで1RKO勝ち。パフォーマンス・オブ・ザ・ナイトを受賞した。
2020年10月4日、UFC on ESPN: Holm vs. Aldanaで女子バンタム級ランキング2位のホリー・ホルムと対戦し、0-3の5R判定負け。
2021年7月10日、UFC 264で女子バンタム級ランキング5位のヤナ・クニツカヤと対戦し、パウンドで1RTKO勝ち。なお、この試合はアルダナの体重超過により、139.5ポンド契約で行われた。
2022年9月10日、UFC 279で女子バンタム級ランキング10位のメイシー・チアソンと140ポンド契約で対戦し、UFC史上初となるボディへの蹴り上げで3RTKO勝ち。パフォーマンス・オブ・ザ・ナイトを受賞した。
2023年6月10日、UFC 289のUFC世界女子バンタム級タイトルマッチで王者アマンダ・ヌネスに挑戦し、0-3の5R判定負け。王座獲得に失敗した。
2023年12月16日、UFC 296で女子バンタム級ランキング9位のカロル・ロサと対戦し、3-0の判定勝ち。ファイト・オブ・ザ・ナイトを受賞した。
2024年9月14日、UFC 306で女子バンタム級ランキング8位のノルマ・ドゥモンと対戦し、0-3の判定負け。

## 戦績
| 総合格闘技 戦績 | 総合格闘技 戦績 | 総合格闘技 戦績 | 総合格闘技 戦績 | 総合格闘技 戦績 | 総合格闘技 戦績 | 総合格闘技 戦績 |
| --------------- | --------------- | --------------- | --------------- | --------------- | --------------- | --------------- |
| 23 試合         | (T)KO           | 一本            | 判定            | その他          | 引き分け        | 無効試合        |
| 15 勝           | 8               | 3               | 4               | 0               | 0               | 0               |
| 8 敗            | 2               | 0               | 6               | 0               | 0               | 0               |

| 勝敗 | 対戦相手                   | 試合結果                                          | 大会名                                                            | 開催年月日     |
| ×    | ノルマ・ドゥモン           | 5分3R終了 判定0-3                                 | UFC 306: O'Malley vs. Dvalishvili                                 | 2024年9月14日  |
| ○    | カロル・ロサ               | 5分3R終了 判定3-0                                 | UFC 296: Edwards vs. Covington                                    | 2023年12月16日 |
| ×    | アマンダ・ヌネス           | 5分5R終了 判定0-3                                 | UFC 289: Nunes vs. Aldana 【UFC世界女子バンタム級タイトルマッチ】 | 2023年6月10日  |
| ○    | メイシー・チアソン         | 3R 2:21 TKO（ボディへの蹴り上げ）                 | UFC 279: Diaz vs. Ferguson                                        | 2022年9月10日  |
| ○    | ヤナ・クニツカヤ           | 1R 4:35 TKO（パウンド）                           | UFC 264: Poirier vs. McGregor 3                                   | 2021年7月10日  |
| ×    | ホリー・ホルム             | 5分5R終了 判定0-3                                 | UFC on ESPN 16: Holm vs. Aldana                                   | 2020年10月4日  |
| ○    | ケトレン・ヴィエラ         | 1R 4:51 KO（左フック→パウンド）                   | UFC 245: Usman vs. Covington                                      | 2019年12月14日 |
| ○    | ヴァネッサ・メロ           | 5分3R終了 判定3-0                                 | UFC Fight Night: Rodríguez vs. Stephens                           | 2019年9月21日  |
| ×    | ラケル・ペニントン         | 5分3R終了 判定1-2                                 | UFC on ESPN 4: dos Anjos vs. Edwards                              | 2019年7月20日  |
| ○    | ベチ・コヘイア             | 3R 3:24 腕ひしぎ十字固め                          | UFC 237: Namajunas vs. Andrade                                    | 2019年5月11日  |
| ○    | ルーシー・プディロヴァ     | 5分3R終了 判定2-1                                 | UFC 228: Woodley vs. Till                                         | 2018年9月8日   |
| ○    | タリタ・ベルナルド         | 5分3R終了 判定3-0                                 | UFC Fight Night: Stephens vs. Choi                                | 2018年1月14日  |
| ×    | ケイトリン・チュケイギアン | 5分3R終了 判定1-2                                 | UFC 210: Cormier vs. Johnson 2                                    | 2017年4月8日   |
| ×    | レスリー・スミス           | 5分3R終了 判定0-3                                 | UFC on FOX 22: VanZant vs. Waterson                               | 2016年12月17日 |
| ○    | フェイス・ヴァン・ドゥイン | 1R 4:57 TKO（パウンド）                           | Invicta FC 19                                                     | 2016年9月23日  |
| ○    | ジェサミン・デューク       | 3R 0:48 KO（右フック）                            | 2016年3月11日                                                     | 2016年3月11日  |
| ×    | トーニャ・エヴァンジャー   | 4R 4:38 TKO（パウンド）                           | Invicta FC 13 【Invicta世界バンタム級王座決定戦】                 | 2015年7月9日   |
| ○    | コリーン・シュナイダー     | 1R 1:05 リアネイキドチョーク                      | Invicta FC 11                                                     | 2015年2月27日  |
| ○    | ペギー・モーガン           | 1R 2:50 リアネイキドチョーク                      | Invicta FC 8                                                      | 2014年9月9日   |
| ×    | ラリッサ・パシェコ         | 1R 2:11 TKO（パンチ連打）                         | Jungle Fight 63 【JungleFight女子バンタム級王座決定戦】           | 2013年12月21日 |
| ○    | マイラ・アルセ             | 1R 0:43 KO（右スピニングホイールキック→パウンド） | Xtreme Kombat 21                                                  | 2013年10月12日 |
| ○    | フロール・センツ           | 1R 0:20 TKO（ボディへの膝蹴り）                   | Xtreme Kombat 21                                                  | 2013年10月12日 |
| ○    | サンドラ・デル・リンコン   | 1R 0:15 KO（膝蹴り）                              | GEX: Old Jack's Fight Night                                       | 2012年10月17日 |

## 表彰
- UFC ファイト・オブ・ザ・ナイト（3回）
- UFC パフォーマンス・オブ・ザ・ナイト（2回）
- Invicta FC パフォーマンス・オブ・ザ・ナイト（3回）